# Morte e funeral de Margaret Thatcher
Em 8 de abril de 2013, a ex-primeira-ministra britânica Margaret Thatcher, morreu em decorrência de um Derrame no Ritz Hotel, em Londres, aos 87 anos. Em 17 de abril, ela foi homenageada com um funeral cerimonial. Devido à opinião polarizada sobre suas conquistas e legado, a reação à sua morte foi mista em todo o Reino Unido e incluiu elogios, críticas e celebração contrastantes de sua vida e morte.
O funeral, incluindo uma procissão formal pelo centro de Londres, que foi seguido por um serviço religioso na Catedral de São Paulo, com a presença da rainha Elizabeth II, custando cerca de 3,6 milhões de libras, incluindo 3,1 milhões de libras para segurança. O corpo de Thatcher foi posteriormente cremado no Crematório de Mortlake. Suas cinzas foram enterradas no Royal Hospital Chelsea, em uma cerimônia privada em 28 de setembro de 2013, ao lado das de seu marido Denis Thatcher.

## Antecedentes
Thatcher sofreu vários pequenos derrames em 2002 e foi aconselhada por seus médicos a não se envolver mais em falar em público. Em 23 de março, ela anunciou o cancelamento de suas palestras planejadas e que não aceitaria mais. Apesar de sua doença, ela pré-gravou um elogio fúnebre para o funeral de Ronald Reagan em junho de 2004, e participou de sua comemoração de 80 anos em 2005 com a rainha e 650 outros convidados presentes. No entanto, sua saúde continuou a declinar; ela foi brevemente hospitalizada em 2008 depois de se sentir mal durante um jantar, e novamente depois de cair e fraturar o braço em 2009. Em junho de 2009, sua filha Carol falou à imprensa sobre a luta de sua mãe contra a demência.